# Estación de Marchienne-Zone
La estación de Marchienne es una estación de tren belga situada en Charleroi, en la provincia de Henao, región Valona.
Pertenece a la línea  de S-Trein Charleroi.

## Situación ferroviaria
La estación se encuentra en la línea 130 (Charleroi-Erquelinnes-frontière).

## Intermodalidad
No posee intermodalidad o conexiones con otras redes.